# Anna Camarero i Pons
Anna Camarero Pons (Palafrugell, 21 de gener de 1963) és una expatinadora i entrenadora de patinatge artístic sobre rodes. Va debutar a Berga als onze anys, individualment i amb parella. Va ser proclamada campiona estatal de segona categoria en la modalitat de parelles mixtes l'any 1976, patinant amb Esteve Torra, tots dos del Club Hoquei Palafrugell. Amb quinze anys assoleix la màxima categoria estatal amb la modalitat individual. El 1978 va ser escollida com la millor esportista femenina pel Club Atlètic Palafrugell. Després d'obtenir el títol d'entrenadora provincial, el 1980 inicià la seva etapa com a entrenadora all Club Hoquei Palafrugell. El 1989 obté el títol d'entrenadora estatal i el 1993 és designada per la Federació estatal de patinatge com a entrenadora de la selecció espanyola absoluta, tant en categoria masculina com en la femenina.
El 1995 va rebre el Premi Peix Fregit, i el 2005 va ser escollida com a millor entrenadora amateur palafrugellenca en la diada de la Festa de l'Esport.